# (4131) Stasik
(4131) Stasik es un asteroide perteneciente al cinturón de asteroides, descubierto el 23 de febrero de 1988 por Andrew Noymer desde el Observatorio de Siding Spring, Nueva Gales del Sur, Australia.

## Designación y nombre
Designado provisionalmente como 1988 DR4. Fue nombrado Stasik en homenaje al profesor de ciencias estadounidense John S. Stasik.